# Enrico Gasparri
Enrico Gasparri (Ussita, 25 de julho de 1871 – Roma, 20 de maio de 1946) foi um cardeal católico romano, diplomata da Santa Sé e arcebispo. Em sua carreira, foi núncio na Colômbia e no Brasil. Ele era sobrinho do Cardeal Secretário de Estado Pietro Gasparri (1852-1934).

## Biografia
Enrico estudou no Seminário de Nepi e no Pontifício Seminário Romano, onde obteve doutorado em teologia e in utroque iure, tanto em direito canônico quanto em direito civil. Foi ordenado em 10 de agosto de 1894 em Roma, onde trabalhou em um papel pastoral de 1894 até 1898. Secretário de seu tio, delegado apostólico no Peru, Equador e Bolívia, 1898-1901. Camareiro Honorário de Sua Santidade, 12 de março de 1904. Secretário da nunciatura em Portugal, 14 de agosto de 1906; da nunciatura na Bélgica, 24 de janeiro de 1908. Auditor da nunciatura no Brasil, 28 de novembro de 1912. Camareiro particular de Sua Santidade, 29 de maio de 1913; renomeado em 25 de dezembro de 1914.
O Papa Bento XV nomeou-o Arcebispo Titular de Sebastea em 9 de dezembro de 1915. Consagrado em 12 de dezembro em Roma, por Vittorio Ranuzzi de 'Bianchi, arcebispo titular de Tiro, mordomo de Sua Santidade, coadjuvado por Donato Sbarretti, arcebispo titular de Éfeso, assessor da Suprema Sagrada Congregação do Santo Ofício, e por Luigi Ermini, bispo de Caiazzo. Dois dias depois, Gasparri foi nomeado delegado apostólico e enviado extraordinário à Colômbia.
Internúncio na Colômbia, em 8 de maio de 1916, quando a delegação foi elevada a esse posto; núncio, 20 de julho de 1917, quando a nunciatura foi elevada a nunciatura de segunda classe. Núncio no Brasil, 1 de setembro de 1920.
Criado cardeal-presbítero no consistório de 14 de dezembro de 1925; recebeu o chapéu vermelho e o título de São Bartolomeu na Ilha Tiberina, em 17 de dezembro de 1925, com a idade de 54 anos. Sua criação foi uma exceção feita ao cânon 232, 3, do Código de Direito Canônico de 1917, que proibia ser cardeal qualquer pessoa que tivesse um parente no Sagrado Colégio.
Sob o pontificado do Papa Pio XI, Cardeal Gasparri foi Legado Papal ao Congresso Eucarístico da Sardenha, maio de 1931; ao Congresso Eucarístico Regional, Sulmona, 15 de agosto de 1932. Prefeito do Supremo Tribunal da Assinatura Apostólica, 18 de maio de 1933. Optou pela ordem dos cardeais-bispos e pela sé suburbana de Velletri, 16 de outubro de 1933. Participou no conclave de 1939, que elegeu o Papa Pio XII. Vice-reitor do Sagrado Colégio dos Cardeais, 26 de fevereiro de 1942.
Cardeal Enrico Gasparri morreu em 20 de maio de 1946, com a idade de 74 anos, de doença cardíaca em sua residência em Roma. Sepultado na capela que mandou construir no cemitério de Sacrofano, em Roma.